# 실버스톤 서킷

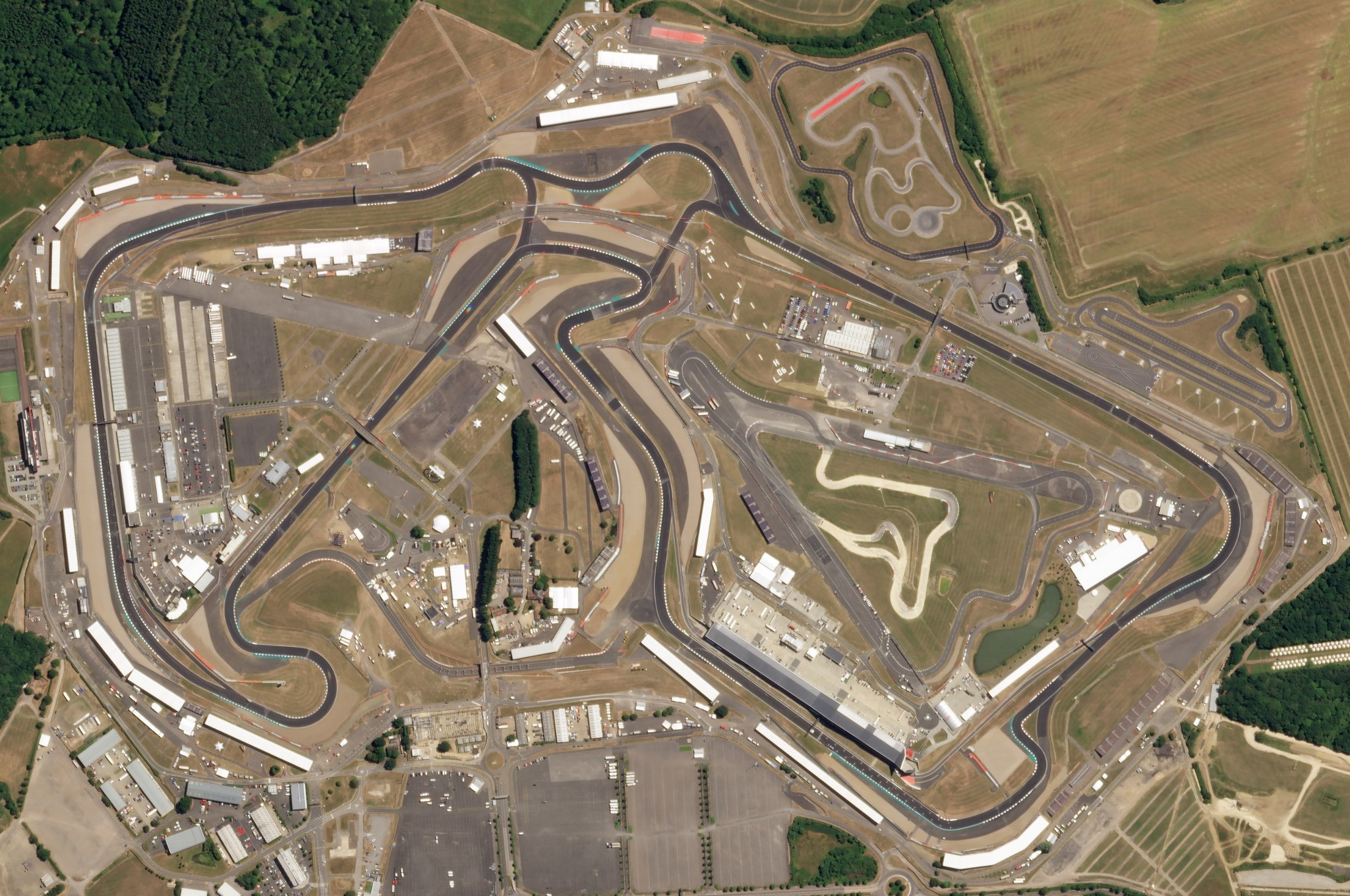
2018년 위성 뷰

실버스톤 서킷(Silverstone Circuit)은 잉글랜드의 모터레이싱 서킷으로, 실버스톤과 휘틀버리의 노샘프턴셔주 마을 주변에 위치해 있다. 영국 그랑프리의 현 본고장으로, 1948년 영국 그랑프리를 처음으로 주최한 장소이다. 실버스톤에서의 1950년 영국 그랑프리는 새로 만들어진 월드 챔피언십 오브 드라이버스의 첫 경기였다.